# Walter W. Dalquest
Walter Woelber Dalquest (* 11. September 1917 in Seattle, Washington; † 27. September 2000 in Wichita Falls, Texas) war ein US-amerikanischer Mammaloge und Paläontologe.

## Leben
Dalquest war der Sohn von Nils Walter und Florence Woelber Dalquest. Seine Großeltern waren Emigranten aus Schweden. Er besuchte Schulen in Seattle und trat 1936 in die University of Washington ein, wo er 1940 den Bachelor of Science und 1941 den Master of Science erwarb. 1940 heiratete er Peggy Burgner, mit der er eine Tochter hatte. Nachdem Peggy Dalquest 1992 gestorben war, heiratete er die Lehrerin Rose Carpenter (1927–2020), geborene Schemenauer, die einen Sohn mit in die Ehe brachte. 
Ende der 1930er Jahre baute Dalquest eine persönliche und berufliche Verbindung zu E. Raymond Hall auf, der ihn überzeugte nach Kalifornien zu kommen, wo er von 1941 bis 1945 blieb und kuratorische Arbeit, Feldforschung und Forschung für das Museum of Vertebrate Zoology der University of California, Berkeley betrieb. 1945 wurde er als Forschungsassistent und Sammler für das University of Kansas Museum of Natural History angestellt und verbrachte die folgenden vier Jahre im mexikanischen Bundesstaat Veracruz. Im September 1949 begann er sein Doktoratsstudium an der Louisiana State University, wo er 1951 unter der Leitung von George H. Lowery mit der Dissertation Mammals of the Mexican State of San Luis Potosi zum Ph.D. promoviert wurde. 1952 nahm Dalquest eine Stelle an der biologischen Abteilung der Midwestern State University (damals Midwestern University) in Wichita Falls, Texas, an. 1962 wurde er zum Professor ernannt. Er lehrte Anatomie und Physiologie des Menschen, allgemeine Zoologie, vergleichende Anatomie der Wirbeltiere, Feldzoologie, Limnologie, Ornithologie, Herpetologie, Ichthyologie, Säugetierkunde, Wirbeltierpaläontologie, Wildtiermanagement sowie Geschichte und Literatur der biologischen Wissenschaften. 1984 ging er als Professor Emeritus in den Ruhestand.
Als erster Wirbeltierbiologe an der Midwestern State University begann Dalquest den Aufbau einer Museumssammlung. Beeinflusst durch die Feldarbeit und die veröffentlichten Arbeiten von Vernon Orlando Bailey und Edward Harrison Taylor, trug er eine Kollektion von mehr als 22.000 Säugetierexemplaren (rezent und fossil) zusammen.
Dalquest veröffentlichte sieben Bücher und 173 Fachartikel. Zu seinen Schriften zählen Mammals of Washington (1948), Mammals of the Mexican State of San Luis Potosi (1953), The Mammals of Veracruz (1963), Mammals of North Central Texas (1984), Ice Age Mammals of Northwestern Texas (1992), Evolution of a Desert Mammalian Fauna: A 10,000-Year History of Mammals from Culberson & Jeff Davis Counties, Trans-Pecos Texas (1994) und The Tehuantepec Jungle: A memoir (1996). Nach seinem Ausscheiden aus dem akademischen Dienst im Jahr 1984 blieb er bis zu seinem Tod als Forscher aktiv.

## Ehrungen und Dedikationsnamen
Dalquest erhielt 1984 die Ehrenmitgliedschaft der Texas Society of Mammalogists, 1988 den W. Frank Blair Eminent Naturalist Award der Association of Southwestern Naturalists in Anerkennung seiner lebenslangen hervorragenden Leistungen bei der Erforschung der Fauna des Südwestens und die 1997 die Schultz Othmer Medal des Institute for Tertiary-Quaternary Studies für seine langjährigen Beiträge zur Paläontologie und Paläoökologie. 1976 beschrieb Edward L. Roth die Dalquest-Rauhaartaschenmaus (Chaetodipus ammophilus dalquesti) aus Niederkalifornien als eigenständige Art Perognathus dalquesti, bis sie 2013 als Unterart von Chaetodipus ammophilus Osgood, 1907 klassifiziert wurde. Der Paläontologe Dennis Parmley benannte 1988 die fossile Natternart Miocoluber dalquesti nach Dalquest. E. Christopher Kirk und Blythe A. Williams beschrieben 2008 die fossile Primatenart Diablomomys dalquesti aus dem Eozän. Pierce Brodkorb benannte 1971 die fossile Spechtart Campephilus dalquesti nach Dalquest, der 1969 den Holotypus gesammelt hatte.

## Erstbeschreibungen von Walter Dalquest
- Sciurus oculatus shawi
- Spermophilus spilosoma cabrerai
- Chaetodipus eremicus atrodorsalis
- Streifen-Rauhaartaschenmaus (Chaetodipus lineatus)
- Thomomys mazama glacialis
- Thomomys mazama pugetensis
- Thomomys mazama tumuli
- Thomomys talpoides aequalidens
- Thomomys talpoides devexus
- Thomomys talpoides immunis
- Thomomys talpoides yakimensis
- Thomomys umbrinus arriagensis
- Thomomys umbrinus newmani
- Sorex trowbridgii destructioni
- Neurotrichus gibbsii minor
- Natalus stramineus saturatus
- Scotophilus nigrita alvenslebeni
- Myotis californicus stephensi
- Myotis evotis pacificus
- Myotis yumanensis oxalis
- Mephitis macroura eximius
- Asio clamator forbesi